# Virgil Vlad
Virgil Vlad (n. 27 octombrie 1877, Abrud, Austro-Ungaria – d. 17 noiembrie 1925, Orăștie, Regatul României) a intrat în noiembrie 1918 în Consiliul Național Român din Alba-Iulia, iar la 1 decembrie 1918 a fost delegat cu credențional, titular, din partea acestuia la Marea Adunare. În perioada pregătirii momentului Unirii sarcina sa era să păstreze legăturile între Alba și Blaj. După Unire, Virgil Vlad s-a mutat la Orăștie unde și-a condus propria farmacie. 

## Biografie
Virgil Vlad s-a născut la data de 27 octombrie 1877 în orașul Abrud. Tatăl lui a fost Nicolae Vlad, un renumit farmacist care a decis să-și mute afacerea în orașul Alba-Iulia și care a deschis acolo o farmacie foarte bine dotată și organizată, în conformitate cu exigențele acelor vremuri.
A urmat Facultatea de Farmacie la Budapesta, unde a primit diploma de magistru în farmacie în 1899. El și-a desăvârșit formația profesională în farmacia tatălui său, care era un bun didactic; el a pregătit în cadrul farmaciei sale o serie de studenți care vor face carieră în domeniul farmaceutic, un exemplu fiind Adam Hențiescu.

## Activitate politică și culturală

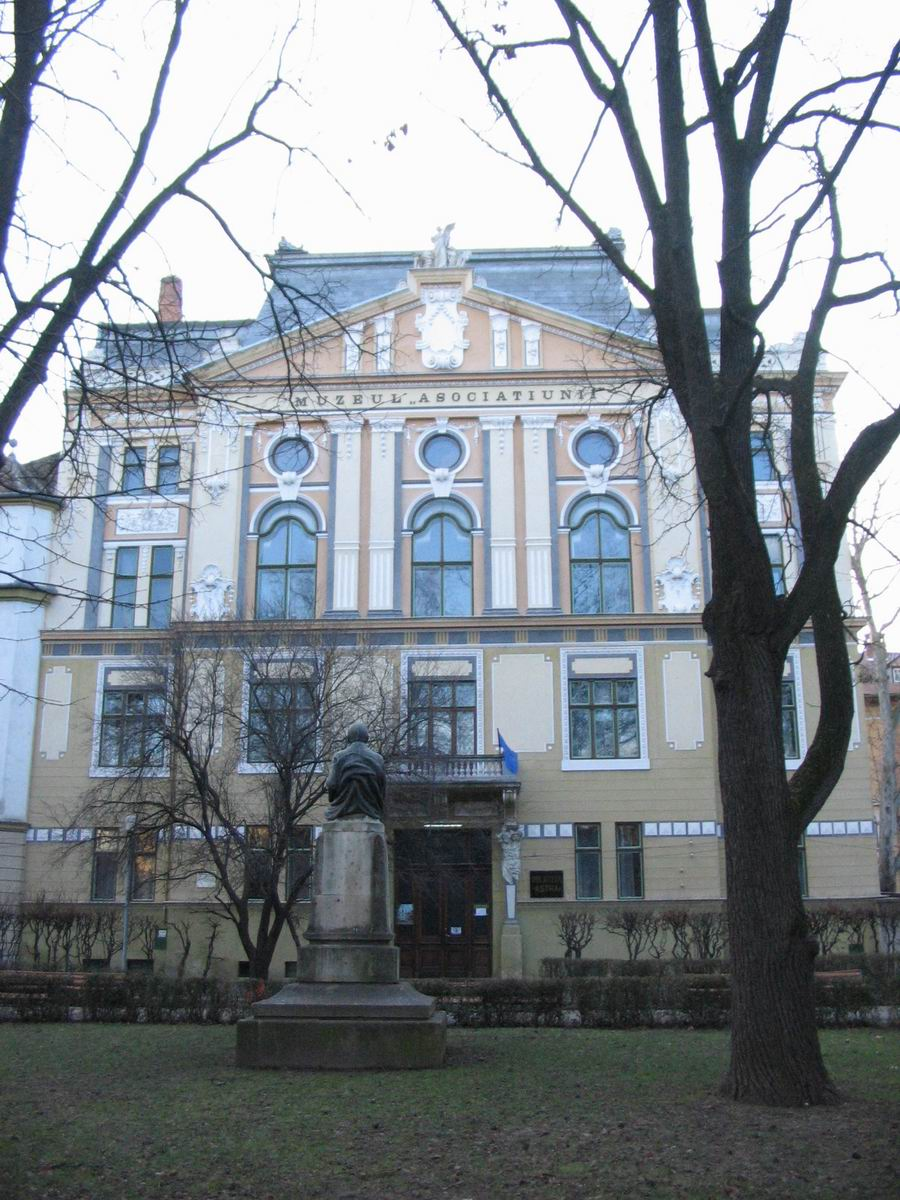
Palatul ASTRA Sibiu

Virgil Vlad a făcut parte din Consiliul Național Român din Alba-Iulia și alături de alți reprezentanți ai acestui oraș, a lansat o chemare pentru realizarea Monumentului Unirii la Alba Iulia. Alături de dr. Ioan Pop, Virgil Vlad a fost responsabil cu administrarea fondului bănesc necesar pentru realizarea acestui monument.
Pe lângă activitatea politică, a fost implicat în sprijinirea și propagarea culturii române în Transilvania, găsindu-l pe lista membrilor ASTRA afiliat despărțământului de Alba-Iulia.
După Marea Unire s-a implicat activ și în viața economică a orașului Alba-Iulia, căci a fost unul dintre directorii Institutului de credit și economii Iulia.
În anul 1921, Virgil Vlad a participat la Congresul farmaciștilor din România, care s-a organizat cu scopul de a amenda legea sanitară aflată în dezbatere în Parlamentul României. Principala revendicare a farmaciștilor a fost ca autorizația pentru deschiderea unei noi farmacii să nu se mai acorde prin concurs, ci să se ofere după niște criterii mai echitabile și care să asigure că după oferirea licenței, farmacia întrunește toate garanțiile de funcționare. La finalul evenimentului a avut loc alegerea comitetului Asociației Generale a Farmaciștilor din România, unde Virgil Vlad a fost numit pe lista de consilieri a comitetului.
Își conduce propria farmacie, până la data de 17 noiembrie 1925, când moare, fiind înhumat în Orăștie.